# Adolf Manz
Adolf Manz (* 19. Oktober 1885 in Meilen; † 23. April  1949 in Zürich) war ein Schweizer Schauspieler.

## Leben
Er war ein Sohn des Juristen Adolf Manz und der Elise Susanna Huber. Während seines Studiums der Jurisprudenz in Zürich und Berlin machte er eine Schauspielausbildung. Seine ganze Theaterkarriere von 1909 bis 1941 verbrachte er in Deutschland. 
Insgesamt war er achtmal im Schweizer Dialektfilm zu sehen. In Der letzte Postillon vom St. Gotthard und Der Schuss von der Kanzel spielte er die Hauptrolle. Die vermehrten Rollenangebote aus der Schweiz bewogen ihn 1941, in die Schweiz zurückzukehren. 
Adolf Manz war von 1910 bis 1918 mit Josefine Konstanze Margarethe Blechschmidt verheiratet und ab 1924 mit Ellen Widmann.

## Filmografie
- 1939: Kriminalkommissar Studer (Wachtmeister Studer)
- 1940: Die missbrauchten Liebesbriefe
- 1941: Der letzte Postillon vom St. Gotthard
- 1942: Menschen, die vorüberziehen…[1]
- 1942: Gottesmühlen (Steibruch)
- 1942: Der Schuss von der Kanzel
- 1943: Wilder Urlaub
- 1947: § 51 – Seelenarzt Dr. Laduner (Matto regiert)